# Fina Román
Fina Román   (16 de maig de 1965) és una copilot i navegant de curses fora pista espanyola. Va iniciar-se en la competició als anys 90 de la mà del seu marit, Josep Maria Servià, quan va assistir-lo al Ral·li Dakar. Román va començar a l'equip Schlesser, participant en vehicles d'assistència. A més d'assistent, també ha competit en categories de cotxes i camions. Després, l'any 2006 va passar a la competició oficial com a navegant a l'equip KH7-Epsilon, en la categoria de camions 6x6, juntament amb el pilot Jordi Juvanteny i el copilot José Luis Criado.
L'equip no va poder completar la cursa les edicions de 2006 i 2007, per problemes tècnics. El 2008 van guanyar el Ral·li d'Europa Central en la categoria de camions 6x6. El 2009 van guanyar el Ral·li Dakar en la seva categoria i van acabar en novena posició de la general.
Va ser l'única competidora espanyola femenina al Ral·li Dakar 2010, quan va tornar a guanyar en la categoria de camions 6x6. Va acabar de nou en la novena posició de la general a la classificació final de camions.